# Glauconome virens
Glauconome virens is een tweekleppigensoort uit de familie Glauconomidae. De wetenschappelijke naam werd gepubliceerd in 1767 door Carl Linnaeus.